# Anguilcourt-le-Sart
Anguilcourt-le-Sart est une commune française située dans le département de l'Aisne en région Hauts-de-France.

## Géographie

### Hydrographie
La commune est située dans le bassin Seine-Normandie. Elle est drainée par la Serre, le ruisseau de Saint-Lambert, le cours d'eau 01 de la commune d'Aiguilcourt-le-Sart, le cours d'eau 01 de la Pointe Hutois, le cours d'eau 01 du Gros Buisson et divers bras de la Serre,,.
La Serre, d'une longueur de 96 km, prend sa source dans la commune de La Férée, à 265 m d'altitude, et se jette  dans l'Oise (rive gauche) à Danizy, à 52 m d'altitude, après avoir traversé 39 communes.

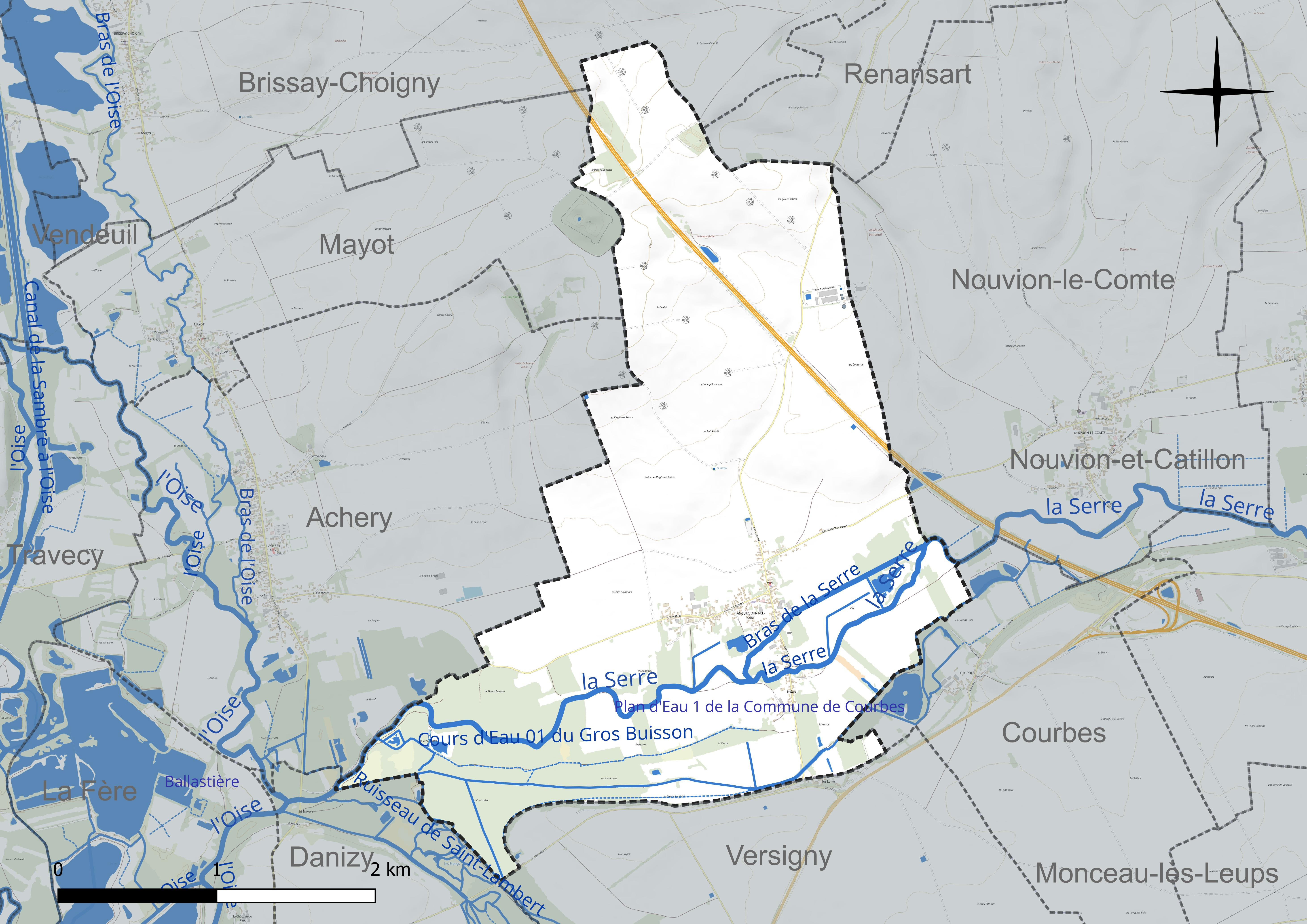
Réseau hydrographique d'Anguilcourt-le-Sart.

Le ruisseau de Saint-Lambert, d'une longueur de 10 km, prend sa source dans la commune de Fourdrain et se jette  dans la Serre à Danizy, après avoir traversé six communes.

### Climat
Pour des articles plus généraux, voir Climat des Hauts-de-France et Climat de l'Aisne.
En 2010, le climat de la commune est de type climat océanique dégradé des plaines du Centre et du Nord, selon une étude du CNRS s'appuyant sur une série de données couvrant la période 1971-2000. En 2020, Météo-France publie une typologie des climats de la France métropolitaine dans laquelle la commune est exposée à un climat océanique altéré et est dans la région climatique Nord-est du bassin Parisien, caractérisée par un ensoleillement médiocre, une pluviométrie moyenne régulièrement répartie au cours de l'année et un hiver froid (3 °C).
Pour la période 1971-2000, la température annuelle moyenne est de 10,5 °C, avec  une amplitude thermique annuelle de 15 °C. Le cumul annuel moyen de précipitations est de 697 mm, avec 11,2 jours de précipitations en janvier et 8,7 jours en juillet. Pour la période 1991-2020 la température moyenne annuelle observée sur la station météorologique la plus proche, située sur la commune d'Aulnois-sous-Laon à 15 km à vol d'oiseau, est de 11,0 °C et le cumul annuel moyen de précipitations est de 685,6 mm,. Pour l'avenir, les paramètres climatiques de la commune estimés pour 2050 selon différents scénarios d'émission de gaz à effet de serre sont consultables sur un site dédié publié par Météo-France en novembre 2022.

## Urbanisme

### Typologie
Au 1er janvier 2024, Anguilcourt-le-Sart est catégorisée commune rurale à habitat dispersé, selon la nouvelle grille communale de densité à 7 niveaux définie par l'Insee en 2022.
Elle est située hors unité urbaine. Par ailleurs la commune fait partie de l'aire d'attraction de Tergnier, dont elle est une commune de la couronne,. Cette aire, qui regroupe 14 communes, est catégorisée dans les aires de moins de 50 000 habitants,.

### Occupation des sols
L'occupation des sols de la commune, telle qu'elle ressort de la base de données européenne d'occupation biophysique des sols Corine Land Cover (CLC), est marquée par l'importance des territoires agricoles (81,2 % en 2018), en diminution par rapport à 1990 (82,5 %). La répartition détaillée en 2018 est la suivante : 
terres arables (61,2 %), prairies (18,8 %), forêts (13,4 %), zones urbanisées (5,3 %), zones agricoles hétérogènes (1,2 %), zones humides intérieures (0,1 %).
L'évolution de l'occupation des sols de la commune et de ses infrastructures peut être observée sur les différentes représentations cartographiques du territoire : la carte de Cassini (XVIIIe siècle), la carte d'état-major (1820-1866) et les cartes ou photos aériennes de l'IGN pour la période actuelle (1950 à aujourd'hui).

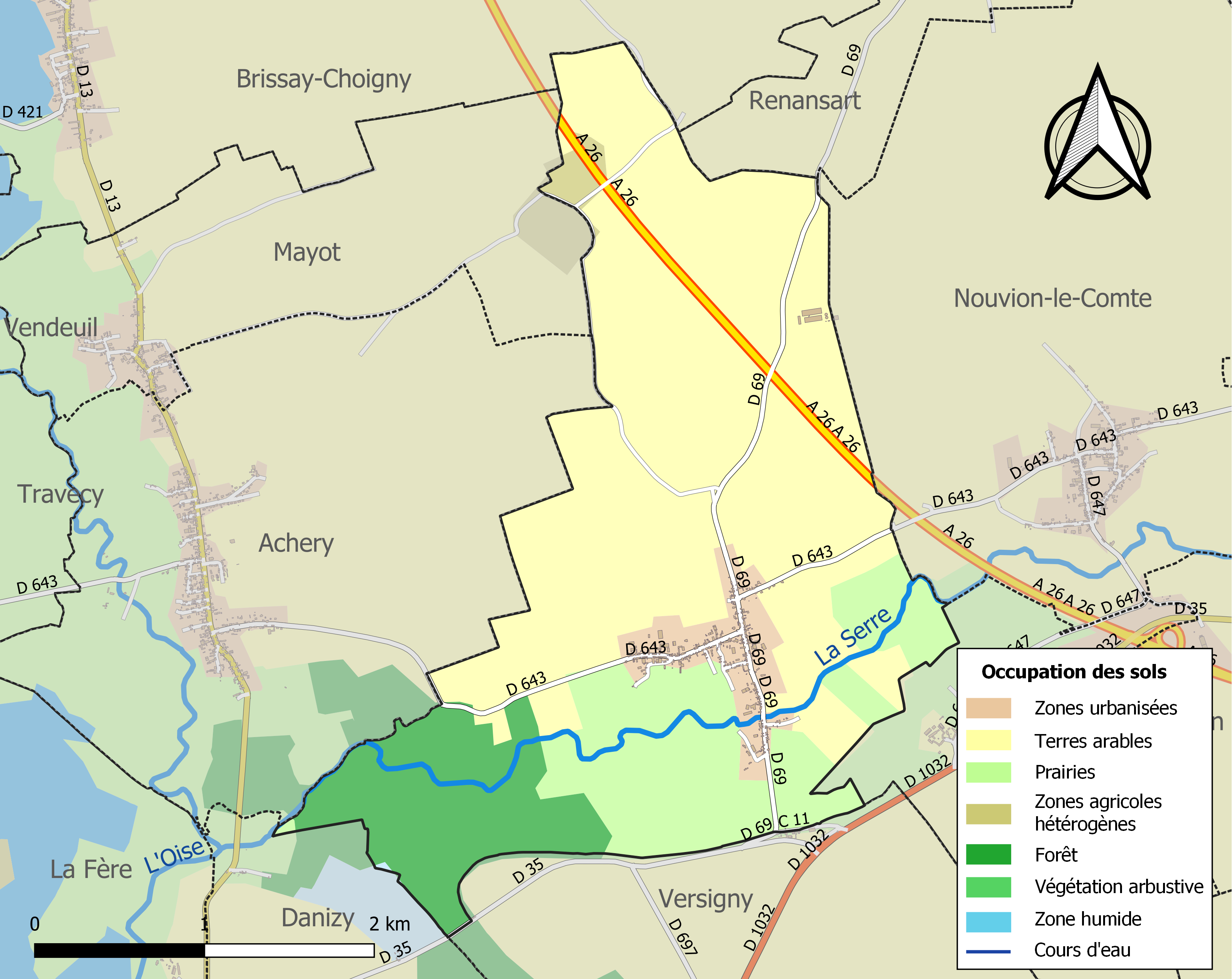
Carte des infrastructures et de l'occupation des sols de la commune en 2018 (CLC).

## Toponymie

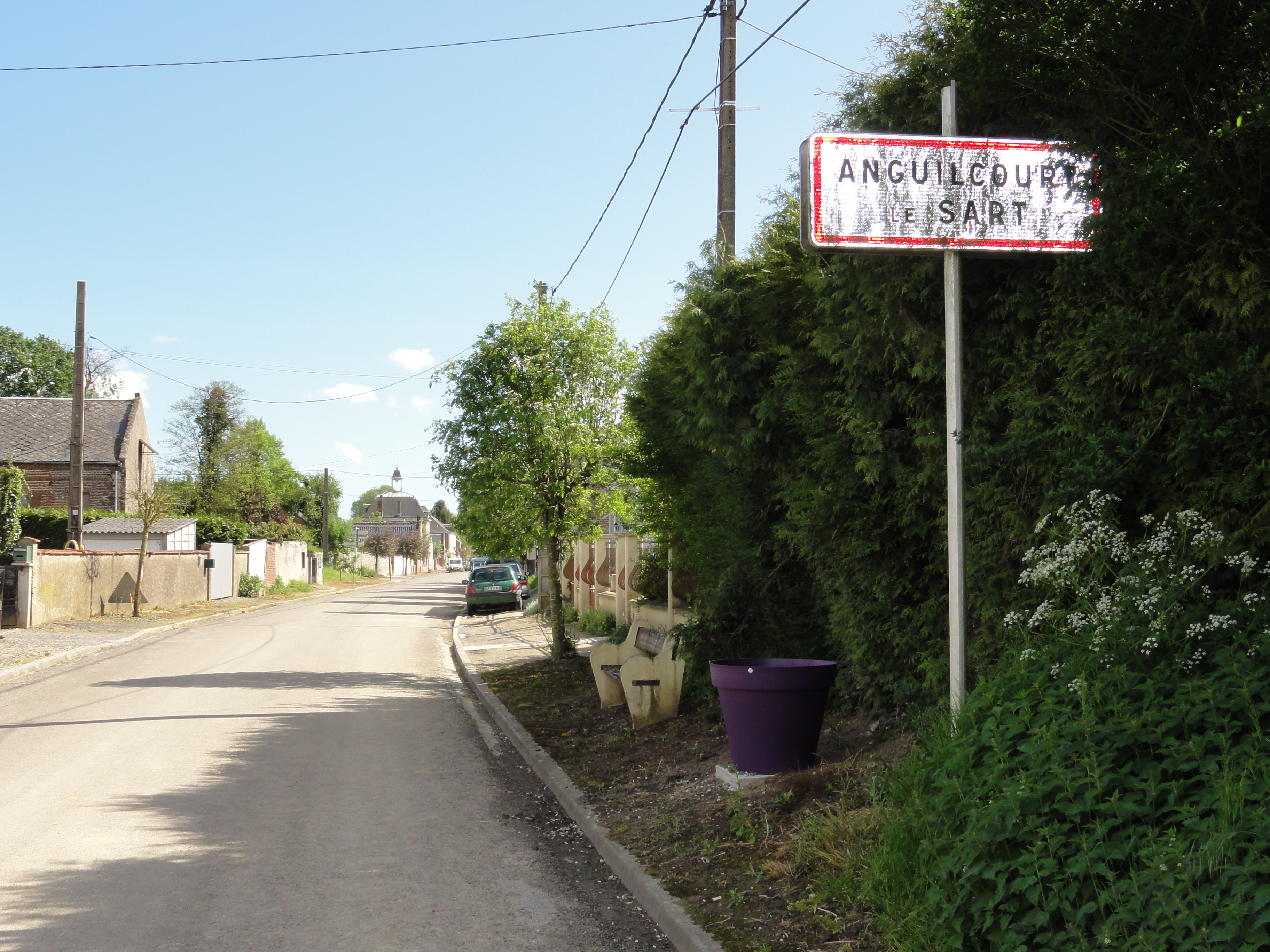
Entrée d'Anguilcourt-le-Sart.

Le nom de la localité est attesté sous les formes Anguilcurtis en 1132, Anguilicurtis en 1287.
Il s'agit de la ferme d'Anghila.
Entre 1795 et 1800, la commune d'Anguilcourt absorbe celle voisine de Le Sart, peuplée, au recensement de 1793, de 110 habitants.
Le Sart est un ancien village et paroisse de la commune que nous retrouvons sous la forme Sartum en 1274, puis Sart-sur-Serre en 1554.

Le toponyme Sart est un nom issu du bas-latin sartum (défrichement), doit originairement se lire « l'Essart »,.
Durant la Révolution, la commune d'Anguilcourt porte les noms de Séricourt, Serre-y-Court ou Serricourt.

Dans les communes alentour, au siècle dernier, les habitants d'Anguilcourt portaient le sobriquet de bilotier (éleveur de canards ou de petites oies en picard) du fait qu'on voyait beaucoup de ces volatiles dans les prairies du village.

## Histoire
|  |  |

Carte de Cassini

La carte de Cassini montre qu'au XVIIIè siècle, Anguilcourt était une paroisse, dont le patron est Saint-Quentin située sur la rive droite de la Serre.
 Un moulin à eau, dont les vestiges sont encore présents de nos jours, est symbolisé par une roue dentée sur la rivière. 

Le château, qui existe encore de nos jours, est également représenté entre les deux bras de la rivière.

Au sud, Le Sart était un hameau sur la rive gauche d'divers bras de la Serre.

Lors de la Grande Guerre, Alice Aubert a dénoncé aux allemands deux tirailleurs sénégalais cachés dans la commune, il sont été fusillés de même que le maire, son premier adjoint et le garde-champêtre de la commune.

### Passé ferroviaire du village
| Anguilcourt-le-Sart |

De 1878 à 1959, Anguilcourt-le-Sart a été traversée par la ligne de chemin de fer Dercy-Mortiers à Versigny, qui , venant de Nouvion-le-Comte, passait au sud-ouest du village et se dirigeait vers Versigny.
 
Cette ligne servait aux transport de passagers, de marchandises, de betteraves sucrières, de pierre à chaux.

À partir de 1950, avec l'amélioration des routes et le développement du transport automobile, le trafic ferroviaire a périclité et la ligne a été fermée en 1959. Les rails ont été retirés. De la gare, il ne reste aucune trace aujourd'hui.

## Politique et administration

### Découpage territorial
La commune d'Anguilcourt-le-Sart est membre de la communauté d'agglomération Chauny-Tergnier-La Fère, un établissement public de coopération intercommunale (EPCI) à fiscalité propre créé le 1er janvier 2017 dont le siège est à Chauny. Ce dernier est par ailleurs membre d'autres groupements intercommunaux.
Sur le plan administratif, elle est rattachée à l'arrondissement de Laon, au département de l'Aisne et à la région Hauts-de-France. Sur le plan électoral, elle dépend du  canton de Tergnier pour l'élection des conseillers départementaux, depuis le redécoupage cantonal de 2014 entré en vigueur en 2015, et de la première circonscription de l'Aisne  pour les élections législatives, depuis le dernier découpage électoral de 2010.

### Administration municipale
| Période                                  | Période                   | Identité       | Étiquette | Qualité                                     |
| ---------------------------------------- | ------------------------- | -------------- | --------- | ------------------------------------------- |
| Les données manquantes sont à compléter. |                           |                |           |                                             |
| juin 1995                                | mars 2008                 | Hubert Duez    | DVD       |                                             |
| mars 2008                                | En cours (au 27 mai 2020) | Bernard Lemire | DVD       | Agriculteur Réélu pour le mandat 2020-2026, |

## Démographie
L'évolution du nombre d'habitants est connue à travers les recensements de la population effectués dans la commune depuis 1793. Pour les communes de moins de 10 000 habitants, une enquête de recensement portant sur toute la population est réalisée tous les cinq ans, les populations de référence des années intermédiaires étant quant à elles estimées par interpolation ou extrapolation. Pour la commune, le premier recensement exhaustif entrant dans le cadre du nouveau dispositif a été réalisé en 2006.

En 2022, la commune comptait 281 habitants, en évolution de −10,22 % par rapport à 2016 (Aisne : −1,97 %, France hors Mayotte : +2,11 %).
| 1793 | 1800 | 1806 | 1821 | 1831 | 1836 | 1841 | 1846 | 1851 |
| ---- | ---- | ---- | ---- | ---- | ---- | ---- | ---- | ---- |
| 454  | 617  | 713  | 698  | 706  | 726  | 715  | 705  | 715  |

| 1856 | 1861 | 1866 | 1872 | 1876 | 1881 | 1886 | 1891 | 1896 |
| ---- | ---- | ---- | ---- | ---- | ---- | ---- | ---- | ---- |
| 725  | 745  | 735  | 705  | 678  | 685  | 652  | 632  | 558  |

| 1901 | 1906 | 1911 | 1921 | 1926 | 1931 | 1936 | 1946 | 1954 |
| ---- | ---- | ---- | ---- | ---- | ---- | ---- | ---- | ---- |
| 528  | 506  | 466  | 335  | 360  | 360  | 341  | 410  | 393  |

| 1962 | 1968 | 1975 | 1982 | 1990 | 1999 | 2006 | 2011 | 2016 |
| ---- | ---- | ---- | ---- | ---- | ---- | ---- | ---- | ---- |
| 346  | 343  | 295  | 299  | 278  | 268  | 279  | 298  | 313  |

| 2021 | 2022 | - | - | - | - | - | - | - |
| ---- | ---- | - | - | - | - | - | - | - |
| 295  | 281  | - | - | - | - | - | - | - |

## Culture locale et patrimoine

### Lieux et monuments
- Église Saint-Quentin d'Anguilcourt-le-Sart.
- Monument aux morts.
- Le château d'Anguilcourt-le-Sart.

## Galerie

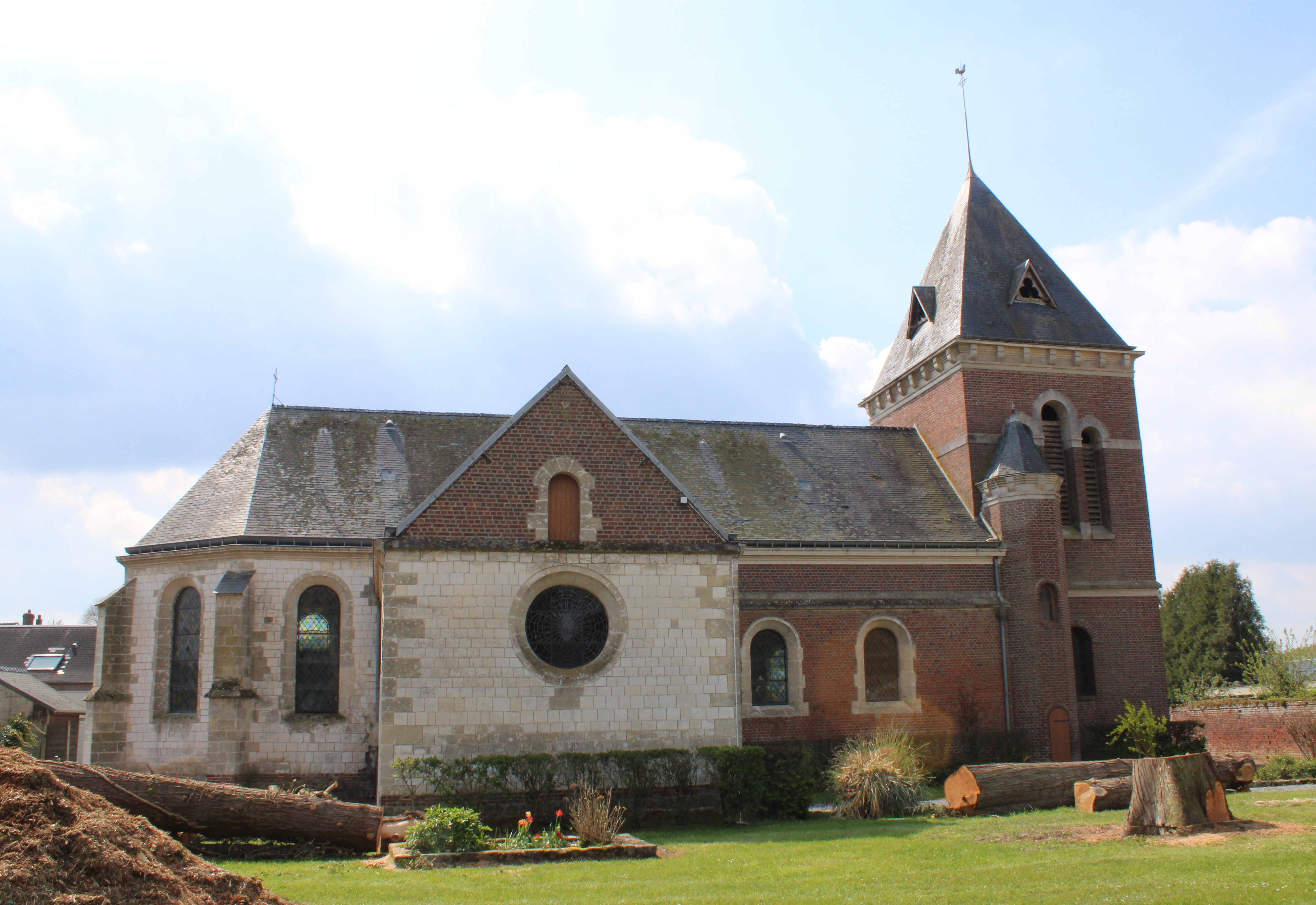
L'église Saint-Quentin.
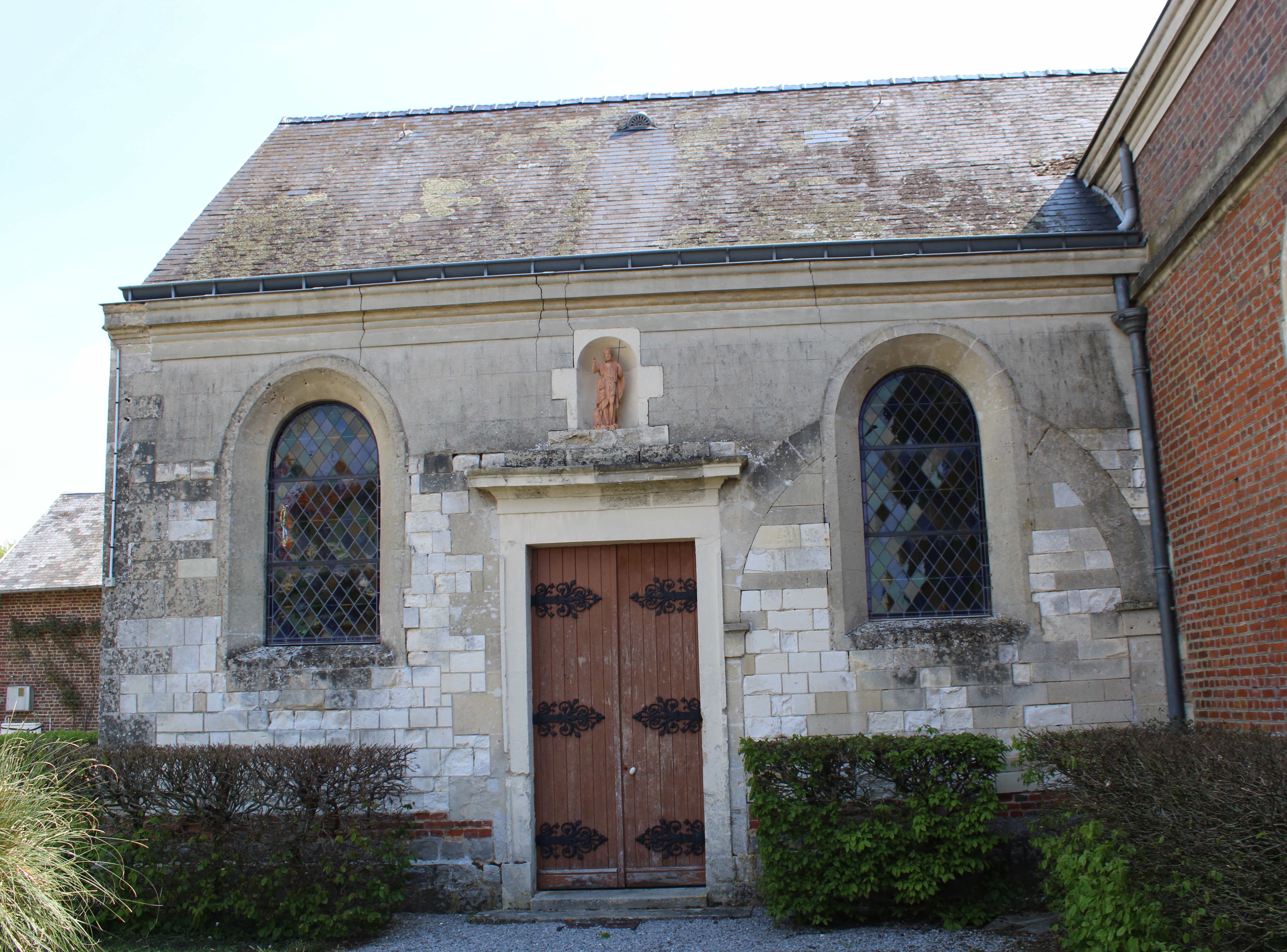
Vue du transept de l'église.
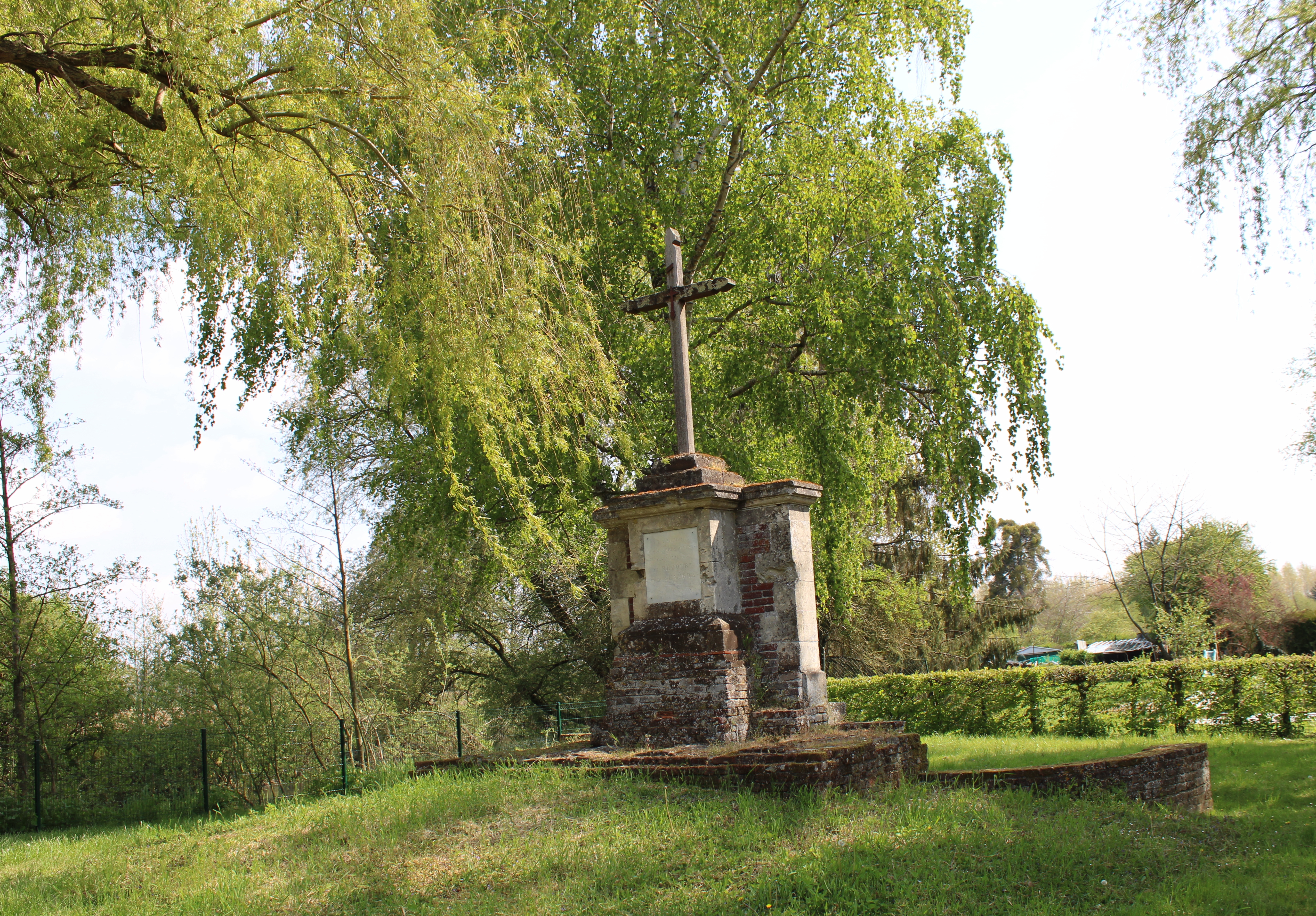
Le Calvaire au bord de la Serre.
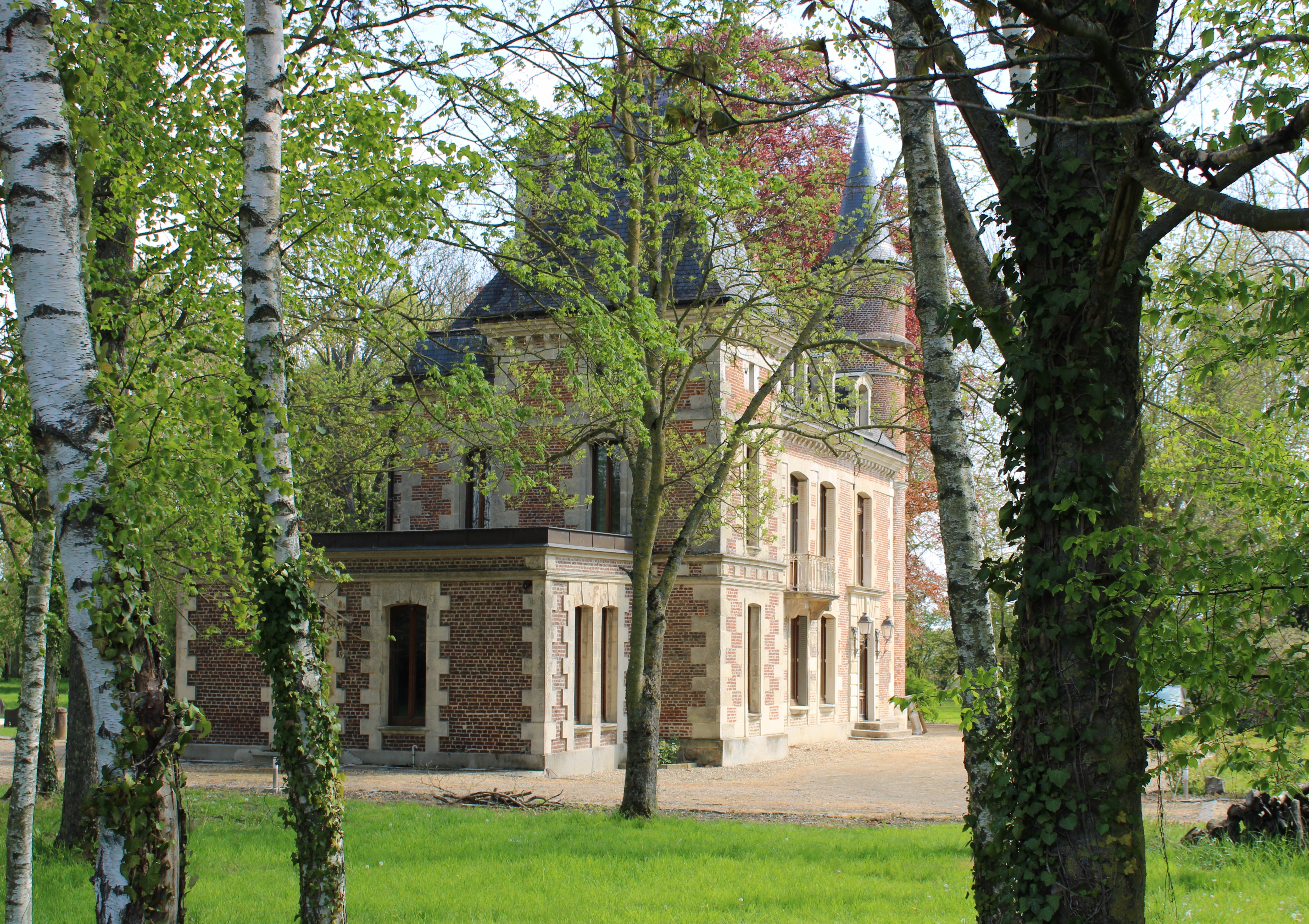
Le château.
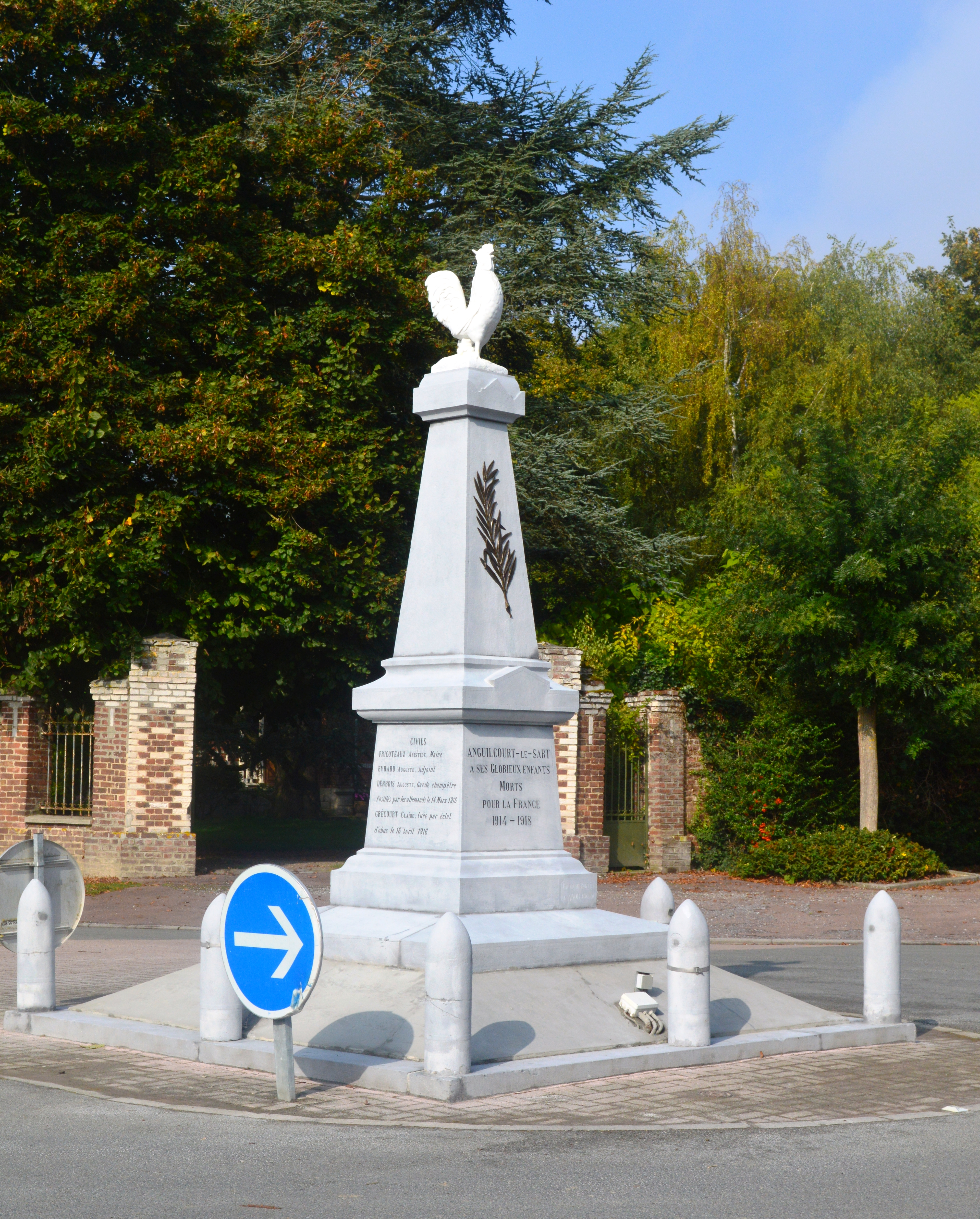
Le monument.

## Pour approfondir